# 紅花姬旋花
紅花姬旋花（学名：Merremia similis）为旋花科菜欒藤屬下的一个种。